# Román Escolano Olivares
Román Escolano Olivares (Saragossa, 20 de setembre de 1965) és un economista espanyol. Va ser president entre 2012 i 2014 de l'Institut de Crèdit Oficial i vicepresident entre 2014 i 2018 del Banc Europeu d'Inversions, el 2018 va ser ministre d'Economia, Indústria i Competitivitat del Govern de Mariano Rajoy.

## Biografia

### Primers anys i formació
Va néixer el 20 de setembre de 1965 a la ciutat de Saragossa. Llicenciat el 1988 en Ciències Econòmiques i Empresarials a la Universitat Autònoma de Madrid (UAM), va cursar un programa de direcció d'empreses a IESE Business School, adscrita a la Universitat de Navarra.

### Inicis professionals
Escolano, que va accedir al Cos Superior de Tècnics Comercials i Economistes de l'Estat, va ser assessor econòmic de José María Aznar entre el 2000 i el 2004 (com a director del Departament d'Economia del seu gabinet), i va treballar al BBVA com a director de relacions institucionals. El 2012 va ser noemenat president de l'Institut de Crèdit Oficial (ICO), lloc que va exercir fins al 2014.

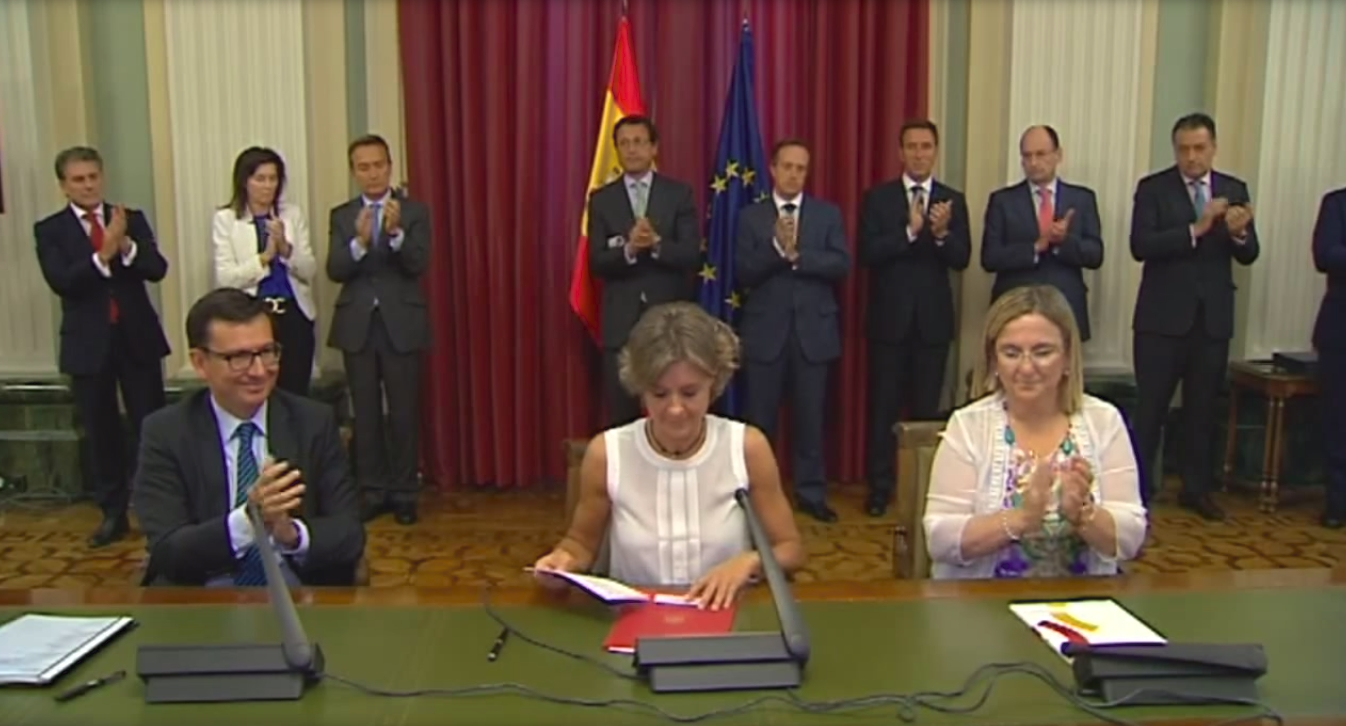
El 2015, sent vicepresident del BEI, al costat de la llavors ministra García Tejerina i Irene Garrido, llavors presidenta de l'ICO.

Després d'un acord amb el govern portuguès per proposar-lo com a vicepresident del Banc Europeu d'Inversions (BEI), va prendre possessió del càrrec al setembre del 2014, succeint a Magdalena Álvarez, implicada en el «cas dels ERE».
A més, ha estat membre dels consells d'administració de Correus, FEVE i del ICEX. Proper al Partit Popular (PP), ha col·laborat amb la FAES. Se l'ha caracteritzat com a «tecnòcrata».

### Ministre al govern de Rajoy
El 7 de març de 2018 Felipe VI va sancionar mitjançant reial decret el seu nomenament com a Ministre d'Economia en substitució de Luis de Guindos, triat com a vicepresident del Banc Central Europeu; Escolano va prendre possessió del càrrec l'endemà.
Cessat com a ministre el 2 de juny de 2018 després del triomf de la moció de censura contra Mariano Rajoy, va continuar en el càrrec en funcions fins al 7 de juny, quan el nou govern va ser instal·lat.